# Delhi (Luizjana)
Delhi – miasto w Stanach Zjednoczonych, w stanie Luizjana, w parafii Richland.